# جيمي بلين
جيمي بلين (بالإنجليزية: Jimmy Blain)‏ هو لاعب كرة قدم بريطاني في مركز جناح ‏، ولد في 9 أبريل 1940 في Mossley Hill ‏ في المملكة المتحدة. لعب مع نادي روذرهام يونايتد.